# Nikolai Fjodorowitsch Ismailow
Nikolai Fjodorowitsch Ismailow (russisch Николай Фёдорович Измайлов; * 1891 im Gouvernement Pensa; † 1971) war ein russischer Revolutionär und später Funktionär in Sowjetrussland.
Ismailow war ab Juni 1917 Mitglied des Zentrobalt aller vier Wahlperioden und Vorsitzender seiner Militärabteilung. Ab Januar 1918 war er Hauptkommissar der Baltischen Flotte, ab Mai Kommissar der Marinewirtschaftshauptverwaltung. 1920 war er Befehlshaber der See- und Flussstreitkräfte der Südwestfront. Nach dem Bürgerkrieg übernahm er Verwaltungsfunktionen.